# Cobbler (cocktail)
Pour les articles homonymes, voir Cobbler.

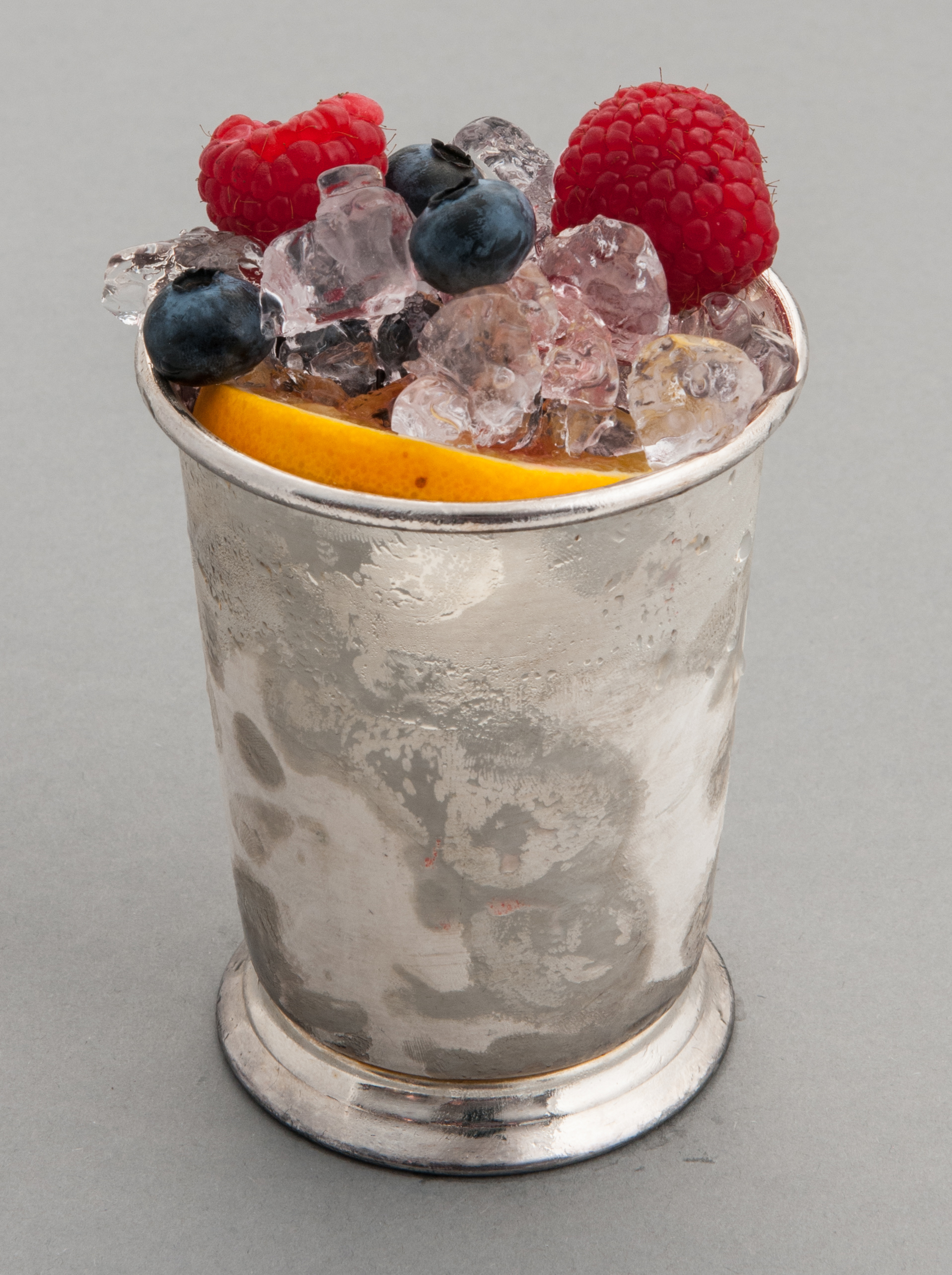
Cobbler.

Un cobbler est une boisson mixte composée de fruits, d'eau minérale, de vin ou de vin mousseux. Il est servi dans un grand verre à pied avec une paille et une cuillère de bar. Il est également courant d'ajouter du jus de fruits.

## Variantes
Les variantes les plus connues sont les suivantes :
- Ananas Cobbler ;
- Apricot Cobbler ;
- Burgunder Cobbler ;
- Champagner Cobbler ;
- Feodora Cobbler ;
- Imperial Cobbler ;
- Sherry Cobbler.

En 1845, le Sherry Cobbler était décrit comme suit :

« 2 cuillères à café de sucre pilé sont dissoutes avec 1 verre à liqueur d'eau, le verre est ensuite rempli aux ¾ de glace artificielle et le xérès versé sur la glace, bien mélangé et servi avec des fraises, du raisin ou de l'ananas. »

— Henriette Davidis